# 2-Methyl-1-buten
2-Methyl-1-buten ist eine chemische Verbindung aus der Gruppe der aliphatischen, ungesättigten Kohlenwasserstoffe.

## Gewinnung und Darstellung
2-Methyl-1-buten kann durch katalytisches Cracken oder Dampfkracken von Erdöl mit anschließender Isolierung der C5-Fraktion und Extraktion mit kalter wässriger Schwefelsäure gewonnen werden.
Die Verbindung kann auch durch Dehydratisierung von 2-Methyl-2-butanol mit einem sauren Ionenaustauscher oder Dehydrohalogenierung 2-Brom-2-methylbutan zu 2-Methyl-1-buten und 2-Methyl-2-buten dargestellt werden.

## Eigenschaften
2-Methyl-1-buten ist eine extrem entzündbare, leicht flüchtige, farblose Flüssigkeit mit unangenehmem Geruch, die praktisch unlöslich in Wasser ist.

## Verwendung
2-Methyl-1-buten wird als Lösungsmittel bei organischen Synthesen verwendet. Es wird auch bei der Herstellung von Pinacolon, Geschmacksverstärkern, Gewürzen, Pflanzenschutzmitteln und tertiärem Amylphenol verwendet. Außerdem dient es als lichtempfindliches Material und Betondispergiermittel. Darüber hinaus wird es als Kraftstoffzusatz eingesetzt.

## Sicherheitshinweise
Die Dämpfe von 2-Methyl-1-buten können mit Luft ein explosionsfähiges Gemisch (Flammpunkt −37 °C) bilden. Die untere Explosionsgrenze liegt bei 1,4 Vol–%.